# 福原豊功

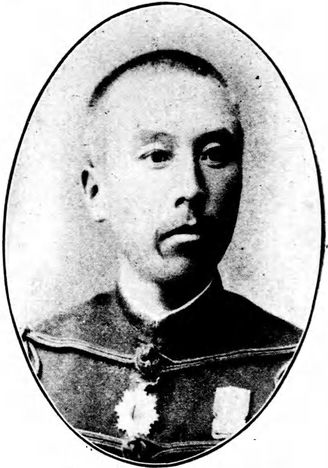
福原豊功

福原 豊功（ふくばら とよのり、1852年8月10日（嘉永5年6月25日） - 1895年（明治28年）7月27日）は、日本陸軍の軍人。最終階級は陸軍少将。

## 経歴
長州藩京都留守居役・福原与三兵衛世民の二男として生まれる。奇兵隊士として戊辰戦争に従軍し奥羽に転戦。1869年、イギリスに出張。1870年、大隊4等士官、さらに陸軍准少尉に任官し近衛付となった。熊本鎮台歩兵第12連隊中隊長として台湾出兵に従軍。さらに、1877年2月から10月まで西南戦争に出征した。
歩兵第13連隊大隊長、熊本鎮台・大阪鎮台・中部監軍部・東京鎮台の各参謀、歩兵第18連隊長などを経て、1887年11月、陸軍大佐に進級。近衛歩兵第2連隊長、第5師団参謀長、第6師団参謀長などを歴任し、1894年8月、陸軍少将に進級。歩兵第8旅団長を経て、南部兵站監として日清戦争末に出征し、戦後の占領地総督府参謀長となったが、1895年7月、コレラにより戦病死した。墓所は青山霊園。
1897年10月、その功により嗣子基蔵に男爵の爵位が追贈された。

## 栄典・授章・授賞
- 1885年（明治18年）11月19日 - 勲三等旭日中綬章[1]
- 1890年（明治23年）1月17日 - 従五位[2]
- 1889年（明治22年）11月29日 - 大日本帝国憲法発布記念章[3]
- 1894年（明治27年）10月10日 - 正五位[4]
- 1895年（明治28年）
  - 7月25日 - 従四位[5]
  - 7月26日 - 勲二等旭日重光章[6]
- 1898年（明治31年）9月30日 - 靖国神社合祀[7]

## 親族
- 嗣子 福原基蔵（陸軍大尉）
- 三男 福原豊三（陸軍少将）